# Parapoynx stagnalis
Parapoynx stagnalis is een vlinder uit de familie van de grasmotten (Crambidae), uit de onderfamilie van de Acentropinae. De wetenschappelijke naam van deze soort is voor het eerst gepubliceerd in 1852 door Philipp Christoph Zeller.
De spanwijdte bedraagt ongeveer 2 centimeter.

## Verspreiding
De soort komt voor in Frankrijk, Spanje, Griekenland, Marokko, Senegal, Gambia, Guinee, Sierra Leone, Liberia, Ivoorkust, Ghana, Togo, Nigeria, Ethiopië, Congo-Kinshasa, Oeganda, Kenia, Tanzania, Angola, Zambia, Malawi, Mozambique, Zimbabwe, Zuid-Afrika, Madagaskar, Maldiven, Andamanen, India, Sri Lanka, China, Bhutan, Myanmar, Thailand, Cambodja, Vietnam, Taiwan, Maleisië, Singapore, Filipijnen, Indonesië (Java, Sulawesi, Sumatra), Australië, Fiji en Puerto Rico.

## Waardplanten
De rups leeft op diverse soorten van de grassenfamilie (Poaceae):
- Oryza sativa
- Panicum carinatum
- Panicum distachyum
- Panicum repens
- Echinochloa crus-galli
- Echinochloa colonum
- Eragrostis interrupta
- Paspalum scrobiculatum
- Panicum carinatum